# John Griggs
John Griggs, também conhecido como João Grandão, foi um mercenário norte-americano que participou da Revolução Farroupilha, contratado pelos farrapos.
Chegou a Porto Alegre, como imediato no brigue norte-americano Toucan no início da Revolução Farroupilha,  a última embarcação a receber a permissão de ancorar em Porto Alegre, dominada pelos rebeldes. Em 27 de março, abandonou o seu navio e juntou-se aos revoltosos. Isto foi um dos motivos que levaram aos legalistas a prenderem diversos norte-americanos, depois da retomada de Porto Alegre, entre eles o cônsul Isaac Austin Haÿes e o novo imediato do Toucan Walther Hathaway.
Conduziu o lanchão Seival, no seu trajeto lacustre desde a lagoa dos Patos até a, então, vila de Laguna.
Era marinheiro de grande habilidade, o que era exigido na tarefa: a lagoa dos Patos, embora ampla, é rasa, com muitos bancos de areia. Este obstáculo natural, contornado por Griggs, impediu a perseguição mais efetiva por embarcações maiores da marinha imperial, que guardava o porto de Rio Grande. 
O naufrágio do Farroupilha na foz do rio Araranguá, o outro lanchão que o acompanhava, conduzido por Giuseppe Garibaldi, fez com que Garibaldi passasse ao Seival e assumisse o comando no ataque a Laguna.
Morreu no combate de Laguna, em 15 de novembro de 1839.